# Sapajou contre Sapajou
Sapajou contre Sapajou est un téléfilm français réalisé par Élisabeth Rappeneau, diffusé en 1999. Il fait suite à La Famille Sapajou et La Famille Sapajou - le retour.

## Fiche technique
- Réalisateur : Élisabeth Rappeneau
- Scénario : Alexis Lecaye
- Directrice photo : Béatrice Mizrahi
- Musique : Pierre Adenot
- Département Art : Thomas Leporrier (soutiens)
- Date de diffusion : 27 septembre 1999
- Pays d'origine :  France
- Format : Couleurs
- Genre : Comédie
- Durée : 94 minutes

## Synopsis
La jeune Emma Verdier, documents à l’appui, veut rencontrer Julien Sapajou dont elle dit être la fille biologique.

## Distribution
- Robin Renucci : Julien Sapajou
- Charlotte Kady : Marie Sapajou
- Michel Aumont : Pépé Sapajou
- Bérénice Bejo : Emma Verdier
- Barbara Schulz : Justine Sapajou
- Chantal Bronner : Christine Soulier
- Marianne Groves : Mathilde
- Jean-Claude Jay : Le Général
- Jacqueline Jehanneuf : La Générale
- Samantha Marciszewer : Elisa Sapajou
- Cyril Demolliere : Thomas Sapajou
- Julien Bouanich : Tom